# Sirius Star
Le Sirius Star est un pétrolier opéré et armé par Vela International Marine,. Avec une longueur de 330 mètres et une capacité de 2 millions de barils de pétrole  (320 000 m3), le bateau est classé comme Very Large Crude Carrier (VLCC). Vela International est basé aux Émirats arabes unis et est une filiale de la Saudi Aramco, compagnie pétrolière d'état saoudienne. Depuis son lancement le bateau est sous le pavillon de complaisance du Liberia.

## Historique
Le Sirius Star a été construit en Corée du Sud par Daewoo Shipbuilding & Marine Engineering. La construction du navire pour un coût de 150 millions de dollars américains a commencé en octobre 2007 et le lancement a eu lieu en mars 2008.
Le pétrolier a été le centre de l'attention internationale lorsqu'il a été détourné par des pirates somaliens le 15 novembre 2008, devenant le plus grand navire de l'histoire capturé par des pirates,. Le Sirius Star faisait route depuis l'Arabie saoudite vers les États-Unis par le cap de Bonne-Espérance. Au moment de l'attaque, il était à environ 830 km au sud-est du Kenya, transportant 25 hommes d'équipage de plusieurs pays (deux Britanniques, deux Polonais, un Croate, un Saoudien et dix-neuf Philippins) et une cargaison de 300 000 tonnes de pétrole brut. Les pirates ont demandé une rançon de 25 millions de dollars pour libérer l'équipage et le navire dont la cargaison est estimée à 100 millions de dollars.
Le pétrolier et ses 25 membres d'équipage sont relâchés le 9 janvier 2009. Selon les pirates, ses propriétaires auraient payé une rançon de 3 millions de dollars.